# Sergi de Meià
Sergi Company i Castells, més conegut com a Sergi de Meià (Esplugues de Llobregat, 1977) és un cuiner especialitzat en cuina catalana de proximitat i ecològica. Ha guanyat diversos premis, publicat dos llibres de cuina, treballat de cuiner en diversos països i actualment regenta un restaurant amb el seu nom a Barcelona. És president de la Fundació Institut Català de la Cuina i la Cultura Gastronòmica.
Va néixer a Esplugues de Llobregat, on la seva mare, Adelaida Castells, regentava un restaurant. Va iniciar els seus estudis en restauració a l'escola Sant Narcís de Girona, i va seguir completant la seva formació a l'Escola de Restauració i Hosteleria de Barcelona i l'École de Hôtelerie des Pyrenees. Seguidament va treballar a diversos restaurants com El Rusc d'Andorra, La Torre del Remei (Bolvir de Cerdanya), el Rydges Hotel (Austràlia), Akelarre (Donosti) y El Racó d'en Freixa (Barcelona). Va ser el cap de cuina del Restaurant Reno (2001-2004), L'Excellence d'Andorra, el  Fishhh? i el Monvínic, considerat per alguns mitjans estrangers com un dels millors restaurants de vi del món. L'any 2014 va inaugurar el restaurant Sergi de Meià, on cuina en col·laboració amb la seva mare. El seu nom artístic deriva de l'estima que té per Vilanova de Meià, el poble on vivien els seus avis i on ell passava els estius de la seva infància.
Ha guanyat el premi nacional al cuiner jove de l'any de l'Acadèmia Catalana de Gastronomia i Nutrició l'any 2009, i el premi Km 0 - Slow Food l'any 2013. També ha publicat els llibres La cuina dels bolets (2015) i Els esmorzars de forquilla (2015), juntament amb la seva mare, llibre guanyador del premi Gourmand 2015 en la categoria Best single subject book en català.